# Sueño en otro idioma
Sueño en otro idioma és una pel·lícula mexicana de 2017, dirigida pel cineasta mexicà Ernesto Contreras i escrita pel guionista Carlos Contreras. Va ser guanyadora del premi Audience Award: World Cinema Dramatic en l'edició 2017 del Festival de Cinema de Sundance, a més de sis guardons en la 60a edició dels Premis Ariel, incloent el de Millor Pel·lícula i Millor Actor.

## Argument
La cinta aborda la història de Martín (interpretat per Fernando Álvarez Rebeil), un jove lingüista que viatja a un poble de l'Estat de Veracruz, Mèxic, per a entrevistar els últims parlants d'una llengua indígena: el zikril. No obstant això, les úniques dues persones que parlen la llengua (Isauro, interpretat per José Manuel Poncelis; i Evaristo, per Eligio Meléndez) són vells amics que estan barallats per un incident que va ocórrer cinquanta anys enrere. Per a conservar el zikril, Martín s'esforça per reconciliar a tots dos amb l'ajuda de la neta d'Evaristo, Lluvia (Fátima Molina).

## Repartiment
- Eligio Meléndez, Evaristo
- José Manuel Poncelis, Isauro
- Fernando Álvarez Rebeil, Martín
- Fátima Molina, Lluvia
- Juan Pablo de Santiago, Evaristo joven
- Hoze Meléndez, Isauro joven
- Mónica Miguel, Jacinta
- Norma Angélica, Flaviana
- Nicolasa Ortiz Monasterio, María
- Héctor Jiménez, Santiago

## Temàtica
El zikril és un dels elements principals del film, és una llengua fictícia creada pel lingüista Francisco Javier Félix Valdés. D'acord amb el director, el tema central de la pel·lícula gira entorn de "la desaparició de les llengües originàries, amanit amb temàtiques sobre l'amor, la discriminació, els prejudicis, i l'amistat". Mardonio Carballo, poeta i activista –qui té un petit rol en la cinta–, agrega que és "una tragèdia" la desaparició de llengües a Mèxic, un país que té "68 llengües, 69 si s'inclou el castellà".
La cinta també aborda temes relacionats amb la diversitat sexual i les relacions entre persones del mateix sexe, al que Contreras afirma que "es va buscar que la pel·lícula no tingués etiqueta, perquè s'hi parla sobre com es relacionen els éssers humans, i que més enllà del gènere hi ha una connexió entre ells".

## Producció
Ernesto Contreras va començar la producció de Sueño en otro idioma en 2014, encara que el projecte es va començar a gestar des de 2011. Per a la realització, va rebre suport financer de l'Instituto Mexicano de Cinematografía (IMCINE), amb recursos del Fons per a la Producció Cinematogràfica de Qualitat (Foprocine) i l'Estímul Fiscal a Projectes d'Inversió en la Producció i Distribució Cinematogràfica Nacional (Eficine). La cinta és una coproducció entre Mèxic i Països Baixos, amb la participació de Mónica Lozano, Luis Albores, Érika Ávila, Eamon O’Farrill, Dijana Olcay-Hot i Raymond Van Der Kaaij.
El guió, escrit per Carlos Contreras, va obtenir el Sundance Institute-Mahindra Global Filmmaking Award en 2011, un premi que va consistir en un estímul de 10 mil dòlars per a la producció. La història està basada en la notícia d'un fet similar ocorregut a Tabasco; Carlos (germà d'Ernesto) va llegir sobre que els dos últims parlants del zoque aiapanec estaven barallats i d'aquí va reprendre la idea.
El film va ser realitzat a Veracruz, estat natal d'Ernesto Contreras, i va comptar amb el suport de lingüistes de l'Instituto Nacional de Antropología e Historia per a donar-li versemblança als diàlegs en zikril. El zikril és una llengua inventada expressament per a la pel·lícula pel lingüista mexicà Francisco Javier Félix Valdez, qui va entrar en contacte amb la producció a través de Carballo. Félix Valdez va fer un estudi estadístic de la freqüència d'aparició de paraules i fonemes en el castellà per a usar-ho com a punt de referència i així donar-li major estructura al zikril. La raó per la qual el director va decidir usar una llengua fictícia és perquè ni ell ni el guionista volien "usurpar" una altra llengua indígena o faltar-li el respecte als seus parlants.

## Recepció
Sueño en otro idioma ha estat reconeguda en diversos festivals internacionals de cinema. Va obtenir el reconeixement Audience Award: World Cinema Dramatic al Festival de Cinema de Sundance de 2017; el premi del jurat a Millor Pel·lícula al Oslo/Fusion International Film Festival; i el premi de l'audiència al Minneapolis St. Paul International Film Festival, entre d'altres. També va rebre el premi Manuel Barba al millor guió de l'Associació de la Premsa de Huelva, atorgat en paral·lel durant el Festival de Cinema Iberoamericà de Huelva de 2017.
A nivell nacional, va guanyar el premi Guerrero de la Premsa a Millor Pel·lícula de Ficció en el 32è Festival Internacional de Cinema de Guadalajara en 2017. Per a l'edició 2018 dels premis Ariel va encapçalar la llista de nominacions amb 16, aconseguint sis premis: Millor Pel·lícula, Millor Actor, Millor Música Original, Millor Guió Original, Millor So i Millor Fotografia.
Aquest film ocupa el lloc 25 dins de la llista de les 100 millors pel·lícules mexicanes de la història, segons l'opinió de 27 crítics i especialistes del cinema a Mèxic, publicada pel portal Sector Cine al juny de 2020.

## Polèmiques

### Exhibició
La cinta es va estrenar en sales mexicanes a l'abril de 2018, amb 150 còpies. No obstant això, el seu llançament va coincidir amb el d'Avengers: Infinity War, que va acaparar 96 per cent de les pantalles de cinema del país. En la seva estrena, Sueño en otro idioma va ocupar el lloc 13 en les preferències, amb dos milions de pesos recaptats en taquilla i 221,900 entrades venudes. Contreras va afirmar posteriorment que amb aquesta desproporció en l'exhibició "s'asfixia la capacitat de l'espectador de triar, s'escanya la pluralitat fílmica".
D'acord amb un article de Reforma –citant xifres del IMCINE i de la Cambra Nacional de la Indústria Cinematogràfica (Canacine)–', la pel·lícula va recaptar 3.7 milions de pesos en taquilla i va ser vista per 72 mil persones.

### Premis Ariel
Encara que Ernesto Contreras va declinar competir al premi a Millor Director als premis Ariel –pel fet que, al moment de la nominació, ocupava el càrrec de president de l'Acadèmia Mexicana d'Arts i Ciències Cinematogràfica–, la premiació de Sueño en otro idioma va rebre crítiques per haver estat la màxima guanyadora de la gala, al que Contreras va respondre: "estic tranquil perquè sé que vaig obrar amb la major ètica possible".